# HD 17006
HD 17006，又名CD-47 832，SAO 216013、HR 807，是一颗恒星，视星等为6.1，位于銀經261.96，銀緯-60.83，其B1900.0坐标为赤經2h 38m 32.4s，赤緯-46° -60.83′ 52″。